# Joanie de Rijke
Joanie de Rijke (Dordrecht, 1965) is een Nederlandse (oorlogs)journaliste die werkt voor de Vlaamse tijdschriften Knack en Revu.
In november 2008, op 43-jarige leeftijd, werd ze ontvoerd en zes dagen vastgehouden door de Afghaanse Talibanrebellen die ze wilde interviewen. Bovendien werd ze door de leider verkracht. Over haar ervaringen schreef ze het boek In handen van de Taliban, dat in mei 2009 uitkwam. Naar aanleiding hiervan was ze te gast bij Pauw & Witteman en De Wereld Draait Door.
Tijdens het debat op 28 mei 2009 (Verantwoordingsdag) refereerde de politicus Geert Wilders aan De Rijke. Omdat ze in haar boek begrip toont voor haar ontvoerders, verweet hij haar het symbool van het 'morele verval van de linkse elite' te zijn.
Haar tweede boek, Pakistan, het gevaarlijkste land ter wereld, verscheen in 2012. Ze reisde ook naar Syrië voor haar werk.
Op 2 oktober 2016 was ze getuige van de dood van fotojournalist Jeroen Oerlemans toen deze in Sirte (Libië) door een sluipschutter van IS werd gedood.